# 서부 스텝 목축민

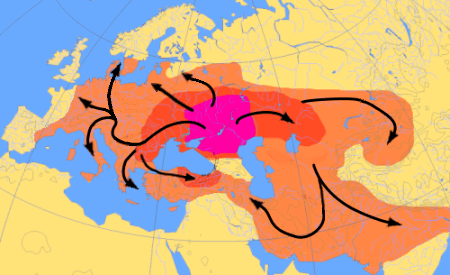
쿠르간 가설에 따른 기원전 4,000~1,000년의 인도유럽인 이주 개략도. 이 이주 사건은 유라시아의 넓은 지역에 서부 스텝 목축민 혈통과 인도유럽어를 확산시켰다고 생각된다.

서부 스텝 목축민(Western Steppe Herders, WSH, 또는 Western Steppe Pastoralists)은 대략 기원전 제5천년기 초의 동기 시대 스텝 지역의 개체들에게서 처음 확인된 특징적인 혈통 구성 요소(ancestral component)에 부여된 이름이다. 이후의 흐발린스크, 레핀, 스레드니스토크, 얌나야 문화 등 유전적으로 유사하거나 직접 연관된 여러 고대의 인구 집단에서도 발견되었으며, 오늘날에는 유럽, 중앙아시아, 남아시아, 서아시아의 현대 인구에서도 상당한 수준으로 발견된다. 종종 얌나야 혈통(Yamnaya ancestry)이나 스텝 혈통(Steppe ancestry) 등의 이름으로도 지칭된다.
서부 스텝 목축민은 동유럽 수렵채집민(EHG)과 캅카스 수렵채집민(CHG)의 합병에 의해 생겨난 것으로 추정된다. WSH의 구성 요소는 EHG와 CHG의 혈통 구성 요소가 거의 동일한 비율로 혼합된 것으로 모델링되는데, 대부분의 Y-DNA 하플로그룹 기여는 EHG 남성에서 나왔다. 서부 스텝 목축민 남성의 Y-DNA 하플로그룹은 균일하지 않다. 얌나야 문화의 개체는 주로 R1b-Z2103에 속하고 I2a2가 소수 있으며, 초기 흐발린스크 문화도 주로 R1b이지만 R1a, Q1a, J, I2a2가 일부 있고, 뒤따르는 높은 WSH 조상을 가진 매듭무늬토기 문화의 개체는 초기 샘플에서 주로 R1b 하플로그룹에 속하지만 시간이 지남에 따라 R1a-M417이 우세해진다.
기원전 3,000년경, 높은 수준의 WSH 혈통과 약간의 신석기 농경민의 혼합을 가진 얌나야 문화의 사람들 또는 이와 밀접히 연관된 집단이 유라시아의 넓은 지역으로 대대적인 확장을 시작했는데, 이것은 오늘날 많은 언어학자, 고고학자, 유전학자들에 의해 인도유럽어족 확산(의 적어도 일부)와 관련이 있다고 여겨지고 있다. 이 시기의 WSH 혈통은 종종 스텝 초중기 청동기 시대(Steppe Early and Middle Bronze Age, Steppe EMBA) 혈통이라고 지칭된다.
이 이주는 약 75%의 WSH 혈통을 가진 매듭무늬토기 문화(Corded Ware culture)와 약 50%의 WSH 혈통을 가진 벨 비커 문화("동부 그룹")의 기원과 연결되어 있지만, 이들 그룹 간의 정확한 관계가 무엇인지는 여전히 분명하지 않다.
WSH의 확장으로 초기 유럽 농경민(EEF)의 Y-DNA가 유럽 유전자 풀에서 사실상 사라졌고, 이는 유럽의 문화적, 유전적 지형을 크게 변화시켰다. 청동기 시대에, 중유럽 유래의 혈통 혼합을 가진 매듭무늬토기(Corded Ware) 인구가 스텝지대로 재이주하여 신타슈타 문화, 그리고 WSH 혈통의 한 유형을 형성했는데 이 혈통은 종종 스텝 중후기 청동기 시대(Steppe Middle and Late Bronze Age, Steppe MLBA) 또는 신타슈타 관련 혈통으로 지칭된다.
현대 유럽 인구는 대체로 WHG(서유럽 수렵채집민), EEF(초기 유럽 농경민), WSH(서부 스텝 목축민)의 혼합으로 모델화할 수 있으며, 그 비율은 발트족, 슬라브족, 게르만족 등 다양한 인도유럽인 그룹 간에 차이가 있다. 현대 남아시아의 인도아리아인은 대체로 청동기 시대 스텝 혈통과 이란 수렵채집민의 혼합으로 모델화할 수 있으며, 그 비율은 다양한 공동체 간에 차이가 있다. 이와 대조적으로, 비인도유럽인인 남아시아의 드라비다인 인구는 AASI(Ancient Ancestral South Indian, 고대 조상 남인도인)와 이란 수렵채집민 혈통을 상당한 비율로 보이며, 상대적으로 스텝 혈통의 기여도는 낮다.
유럽에서 WSH 혈통은 북유럽에서 가장 높게 나타나며, 특히 아일랜드인, 아이슬란드인, 노르웨이인, 스웨덴인에게서 높다. 남아시아에서 WSH 혈통은 인도 아대륙 북부에 많으며 특히 브라만, 부미하르(카스트), 로르(카스트), 자트인, 칼라슈인에서 많이 나타난다.
오늘날의 남부 중앙아시아인, 특히 동이란인인 야그노비인과 타지크인은 철기 시대 인도이란인과 강한 유전적 연속성을 가지고 있다. 이들은 중앙아시아와 중동(또는 서아시아)의 여러 인구에서 발견되는 "스텝 혈통"의 근원을 나타내는 대리 그룹으로 쓰일 수 있을 정도이다. 또한 이들은 상당한 BMAC(박트리아-마르기아나 고고학적 복합체)의 유전적 구성 요소를 가지고 있다.

## 주석
1. ↑  "North of the Caucasus, Eneolithic and BA individuals from the Samara region (5200–4000 BCE) carry an equal mixture of EHG and CHG/Iranian ancestry, so-called ‘steppe ancestry’ that eventually spread further west, where it contributed substantially to present-day Europeans, and east to the Altai region as well as to South Asia."[4]
2. ↑  "Recent paleogenomic studies have shown that migrations of Western steppe herders (WSH) beginning in the Eneolithic (ca. 3300–2700 BCE) profoundly transformed the genes and cultures of Europe and central Asia... The migration of these Western steppe herders (WSH), with the Yamnaya horizon (ca. 3300–2700 BCE) as their earliest representative, contributed not only to the European Corded Ware culture (ca. 2500–2200 BCE) but also to steppe cultures located between the Caspian Sea and the Altai-Sayan mountain region, such as the Afanasievo (ca. 3300–2500 BCE) and later Sintashta (2100–1800 BCE) and Andronovo (1800–1300 BCE) cultures."[2]
3. 1 2  "We collectively refer to as "Western Steppe Herders (WSH)": the earlier populations associated with the Yamnaya and Afanasievo cultures (often called "steppe Early and Middle Bronze Age"; "steppe_EMBA") and the later ones associated with many cultures such as Potapovka, Sintashta, Srubnaya and Andronovo to name a few (often called "steppe Middle and Late Bronze Age"; "steppe_MLBA")."[5]

## 참고 문헌
- Anthony, David (Spring–Summer 2019a). “Archaeology, Genetics, and Language in the Steppes: A Comment on Bomhard”. 《Journal of Indo-European Studies》 47 (1–2): 1–23. 2020년 1월 9일에 확인함.
- Haak, Wolfgang; Lazaridis, Iosif; Patterson, Nick; Rohland, Nadin; Mallick, Swapan; Llamas, Bastien; Brandt, Guido; Nordenfelt, Susanne; Harney, Eadaoin; Stewardson, Kristin;  외. (2015). “Massive migration from the steppe was a source for Indo-European languages in Europe”. 《Nature》 522 (7555): 207–211. arXiv:1502.02783. Bibcode:2015Natur.522..207H. doi:10.1038/nature14317. ISSN 1476-4687. PMC 5048219. PMID 25731166.
- Jeong, Choongwon;  외. (2018년 11월 27일). “Bronze Age population dynamics and the rise of dairy pastoralism on the eastern Eurasian steppe”. 《Proceedings of the National Academy of Sciences of the United States of America》 (National Academy of Sciences) 115 (48): 966–976. Bibcode:2018PNAS..11511248J. doi:10.1073/pnas.1813608115. PMC 6275519. PMID 30397125.
- Jeong, Choongwon;  외. (2019년 4월 29일). “The genetic history of admixture across inner Eurasia languages in Europe”. 《Nature Ecology and Evolution》 (Nature Research) 3 (6): 966–976. Bibcode:2019NatEE...3..966J. doi:10.1038/s41559-019-0878-2. PMC 6542712. PMID 31036896.
- Lazaridis, Iosif;  외. (2016년 7월 25일). “Genomic insights into the origin of farming in the ancient Near East”. 《Nature》 (Nature Research) 536 (7617): 419–424. Bibcode:2016Natur.536..419L. doi:10.1038/nature19310. PMC 5003663. PMID 27459054.
- Malmström, Helena; Günther, Torsten; Svensson, Emma M.; Juras, Anna; Fraser, Magdalena; Munters, Arielle R.; Pospieszny, Łukasz; Tõrv, Mari; Lindström, Jonathan; Götherström, Anders; Storå, Jan; Jakobsson, Mattias (2019년 10월 9일). “The genomic ancestry of the Scandinavian Battle Axe Culture people and their relation to the broader Corded Ware horizon”. 《Proceedings of the Royal Society B: Biological Sciences》 286 (1912). 20191528. doi:10.1098/rspb.2019.1528. ISSN 0962-8452. PMC 6790770. PMID 31594508.
- Narasimhan, Vagheesh M.; Patterson, Nick; Moorjani, Priya; Rohland, Nadin; Bernardos, Rebecca (2019년 9월 6일). “The formation of human populations in South and Central Asia”. 《Science》 (American Association for the Advancement of Science) 365 (6457): eaat7487. bioRxiv 10.1101/292581 |biorxiv= 값 확인 필요 (도움말). doi:10.1126/science.aat7487. ISSN 0036-8075. PMC 6822619. PMID 31488661.
- Papac, Luka; Ernée, Michal; Dobeš, Miroslav; Langová, Michaela; Rohrlach, Adam B.; Aron, Franziska; Neumann, Gunnar U.; Spyrou, Maria A.; Rohland, Nadin; Velemínský, Petr; Kuna, Martin (2021년 8월 27일). “Dynamic changes in genomic and social structures in third millennium BCE central Europe”. 《Science Advances》 (영어) 7 (35): eabi6941. Bibcode:2021SciA....7.6941P. doi:10.1126/sciadv.abi6941. ISSN 2375-2548. PMC 8386934. PMID 34433570.
- Reich, David; Thangaraj, Kumarasamy; Patterson, Nick; Price, Alkes L.; Singh, Lalji (2009), “Reconstructing Indian population history”, 《Nature》 461 (7263): 489–494, Bibcode:2009Natur.461..489R, doi:10.1038/nature08365, ISSN 0028-0836, PMC 2842210, PMID 19779445
- Wang, Chuan-Chao; Reinhold, Sabine; Kalmykov, Alexey; Wissgott, Antje; Brandt, Guido; Jeong, Choongwon; Cheronet, Olivia; Ferry, Matthew; Harney, Eadaoin; Keating, Denise;  외. (2019년 2월 4일). “Ancient human genome-wide data from a 3000-year interval in the Caucasus corresponds with eco-geographic regions”. 《Nature Communications》 (Nature Research) 10 (1). 590. Bibcode:2019NatCo..10..590W. doi:10.1038/s41467-018-08220-8. ISSN 2041-1723. PMC 6360191. PMID 30713341.